# Hérita Ilunga
Pour les articles homonymes, voir Ilunga.
Hérita Ilunga, né le 25 février 1982 à Kinshasa (République démocratique du Congo), est un footballeur international congolais qui évolue au poste de défenseur.

## Biographie
Ilunga quitte la République démocratique du Congo très jeune, vient en France et commence le football à Sarcelles.

## Carrière

### En Club

#### Des débuts difficiles
En 1995, il intègre le centre de formation de l'Amiens SC. À la suite de bons matchs chez les jeunes amiennois, il part quatre ans plus tard au Stade rennais. Bien que toujours aussi prometteur, la chance ne tourne pas en sa faveur et les chances de devenir footballeur professionnel semblent s'amenuiser.
Il s'en va de nouveau en juin 2002, cette fois-ci pour l'étranger et Barcelone, plus précisément, où il signe à l'Espanyol.

#### Saint-Étienne
Frédéric Antonetti, alors entraîneur de l'ASSE, cherche une solution sur le flanc gauche. Il dispose de peu d'argent et ses recherches approfondies (il a notamment découvert Michael Essien) vont le mener à obtenir le prêt avec option d'achat du jeune de 21 ans.
Immédiatement, il s'impose sans souci comme le latéral gauche titulaire et les Verts retrouvent à la fin de cette saison 2003-2004, la Ligue 1.
Antonetti, non confirmé dans ses fonctions, Élie Baup prend sa succession. Le club lève l'option d'achat.
Hérita est un joueur particulièrement régulier et ses prestations sont toujours très bonnes. À tel point qu'à la fin d'une première saison réussie en Ligue 1 (2004-2005, 37 matchs, 1 but), le PSG envisage de recruter le latéral gauche.
Sa deuxième saison en Ligue 1 (2005-2006) est cependant plus difficile car l'ASSE perd de nombreux joueurs durant la Coupe d'Afrique des Nations 2006 dont Hérita lui-même parti représenter la République démocratique du Congo. Il participe à 30 matchs et inscrit 1 but.

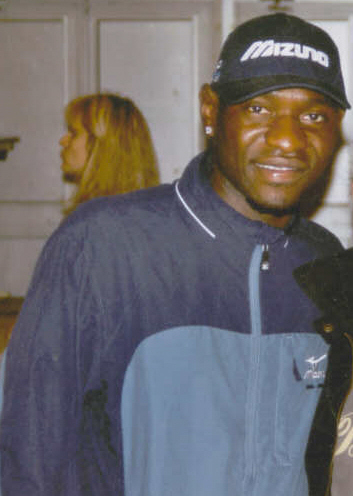
Herita Ilunga en 2006

Enfin, sa dernière saison stéphanoise (2006-2007) est d'un bon niveau. Élie Baup parti à Toulouse, Ivan Hasek prend sa place et l'ASSE termine onzième. À la suite de cette saison difficile sur la fin, Laurent Roussey prend les rênes du club et souhaite se débarrasser de trois joueurs, les traitant même de « parasites » : Julien Sablé, Vincent Hognon et Hérita Ilunga.

#### Toulouse
Ainsi, Hérita est en disgrâce à Saint-Étienne et doit changer d'air. Se manifeste alors, Élie Baup, marqué par le jeune congolais lors de son passage forézien. Il l'enrôle dans son club de Toulouse et Hérita peut alors découvrir la coupe d'Europe ! Malheureusement et sans surprise, le TéFéCé est éliminé au premier tour préliminaire de la Ligue des Champions par Liverpool mais se qualifie ensuite pour la coupe de l'UEFA. Pour ce qui est du championnat, les Toulousains connaissent quelques difficultés à décoller et ne se sauveront de la Ligue 2 que lors de l'ultime journée du championnat.
La saison suivante (2008-2009), Ilunga semble en disgrâce avec le nouvel entraîneur, Alain Casanova, ce dernier lui préférant Jérémy Mathieu. Après deux mois sans jouer une seule minute et des approches de différents clubs européens (Majorque et Newcastle notamment), il signe le 1er septembre 2008 à West Ham United sous la forme d'un prêt d'un an avec option d'achat et réalise son rêve de rejoindre la Premier League anglaise, le championnat le plus relevé au monde.

#### West Ham United

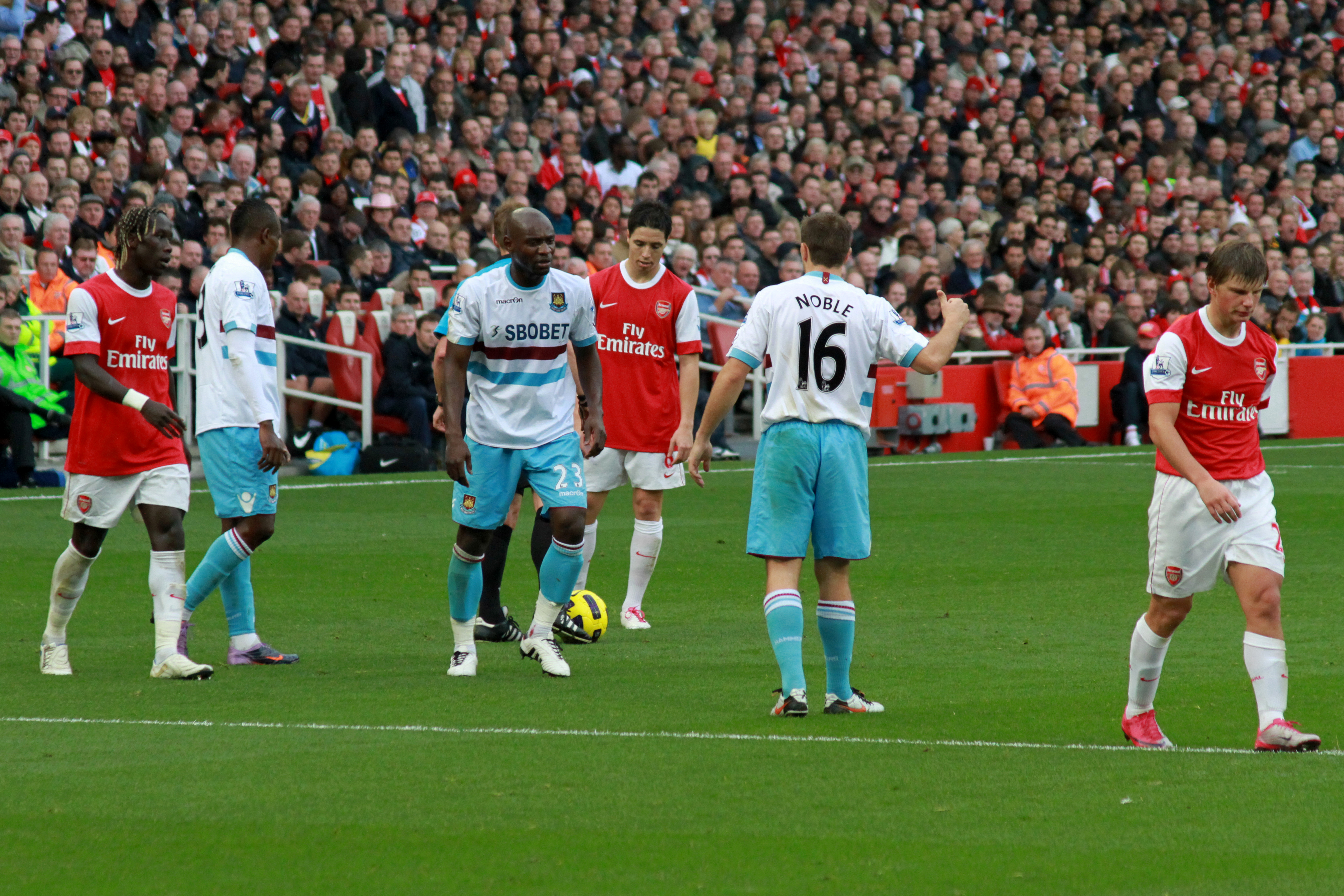
Ilunga (no 23) devant Samir Nasri d'Arsenal FC sur le point de tirer un coup franc.

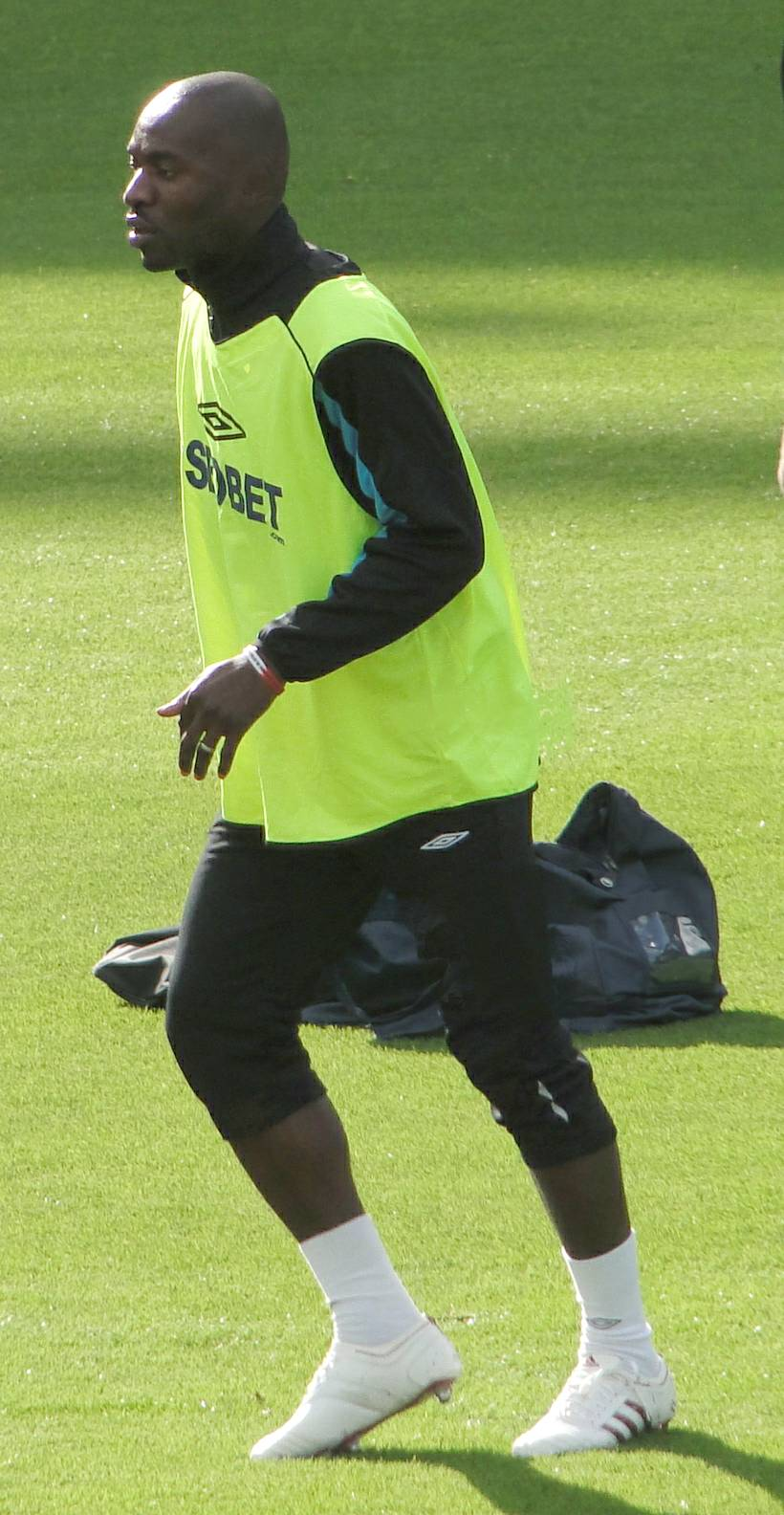
Ilunga en 2009

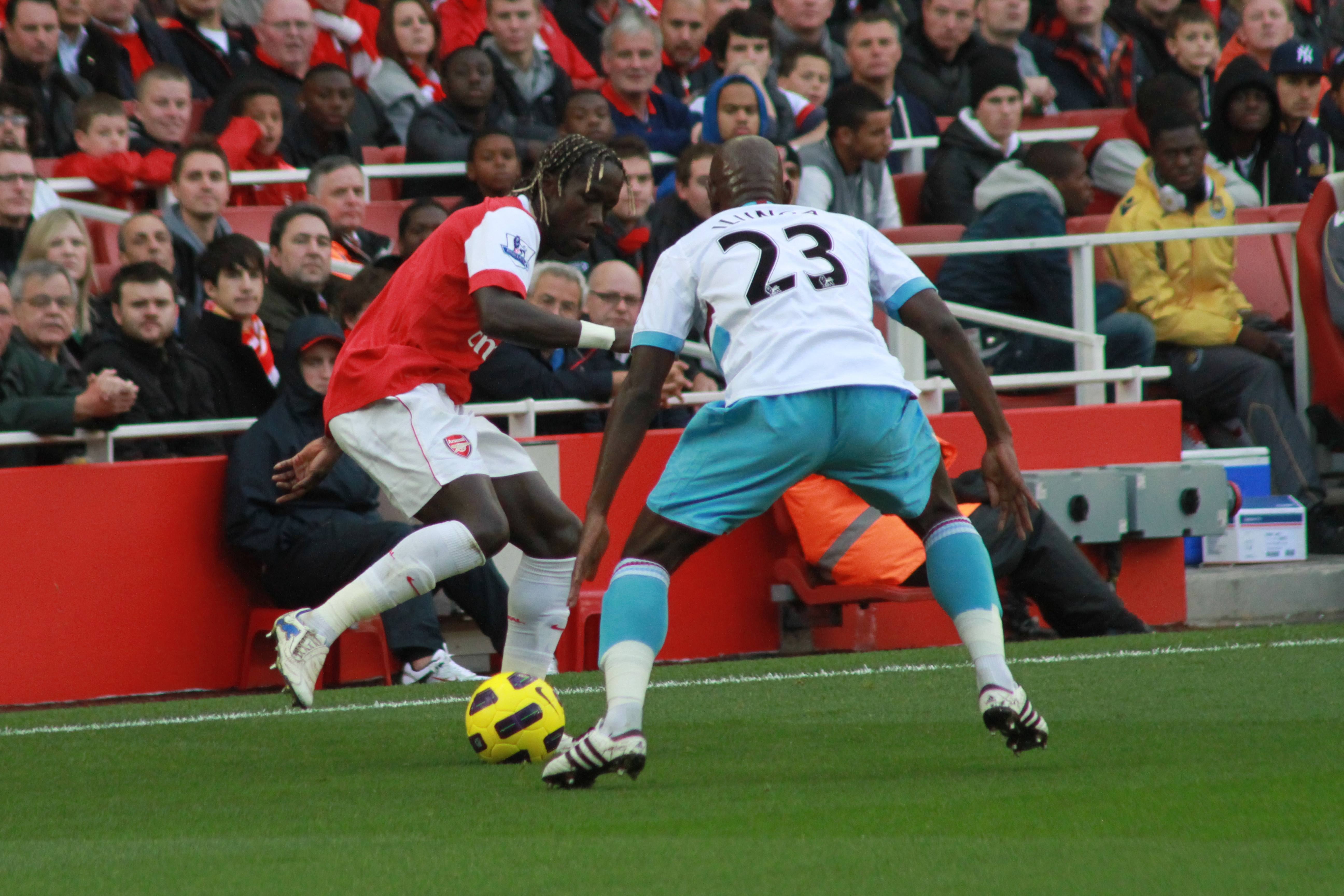
Bacary Sagna et Herita Ilunga

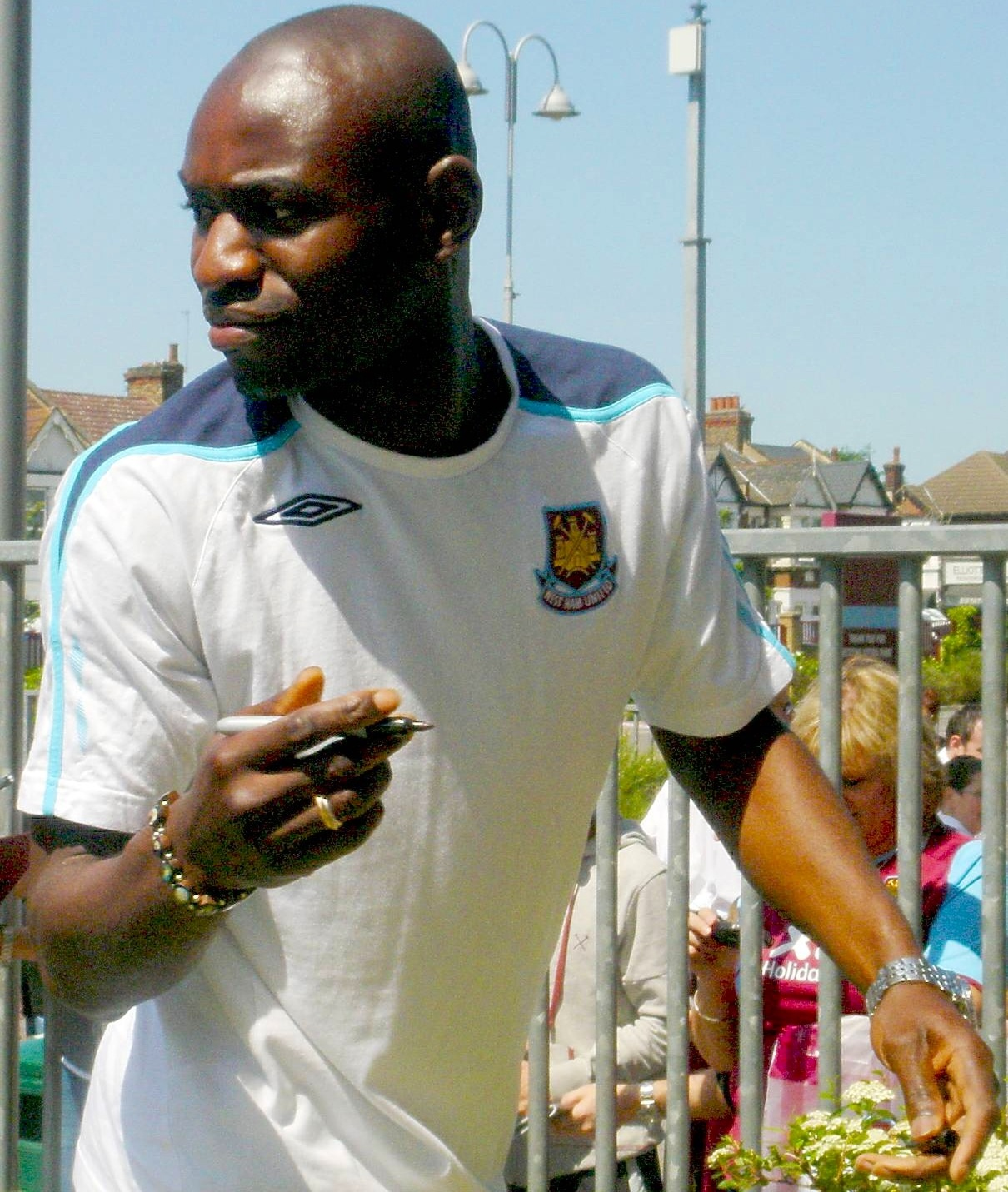
Herita Ilunga signe les autographes pour les suppoters dans le Boleyn Ground

Hérita Ilunga porte le numéro 3 durant la saison 2008-2009. Il fait ses débuts le 13 septembre 2008 face à West Bromwich Albion en Premier League. Très rapidement il s'impose comme un titulaire indiscutable en défense, étant même élu meilleur joueur du mois d'octobre par les fans des Hammers. Le 3 janvier 2009, il inscrit son premier but avec West Ham en 32e de finale de la Cup face à la modeste équipe de Barnsley lors de la victoire 3 buts à 0 à domicile. Le 15 avril 2009, Gianfranco Zola lève l'option d'achat le concernant, il sera Hammer durant les trois prochaines saisons. Le 24 mai 2009, sa première saison Outre-Manche se termine. Son bilan est plus que favorable puisque son club termine à une honorable neuvième place et Hérita participe à 35 matchs de Premier League, tous comme titulaire. On peut également rajouter ses 4 matchs en FA Cup (coupe d'Angleterre) lors desquels il a marqué 2 buts. Par ailleurs, s'il n'est pas élu « joueur de l'année 2009 » (Hammer of the Year 2009) par les supporters de West Ham puisque Scott Parker a eu cet honneur, il fait partie des trois joueurs ayant eu le plus de votes en terminant troisième, derrière Scott Parker (1er) et le gardien Robert Green (2d).
Absent lors des cinq premières journées à cause d'une blessure durant la préparation estivale, il retrouve rapidement sa place à son poste de latéral gauche, et réalise de bonnes performances bien que West Ham connaisse un début de saison laborieux (17e à la 14e journée). Il dispute 17 matchs pendant cette saison mais seulement un en seconde partie de saison à la suite d'une blessure contractée en février 2010.
Il ne dispute que 11 matchs de Premier League entre août et décembre lors de cette saison et ne figure plus dans l'effectif de West Ham pour la seconde partie de saison.
À la suite de la relégation et du changement d'entraineur, il dispute quatre matchs de Championship en début de saison avant son départ en prêt.

#### Doncaster Rovers FC
En octobre 2011, il est prêté pour trois mois par West Ham au club de  Doncaster Rovers FC qui évolue en Championship. Il réalise 15 apparitions et le prêt s'achève le 3 janvier 2012. Le 27 janvier 2012, il résilie son contrat avec West Ham, d'un commun accord avec le club. Il s'entraine alors avec Leyton Orient. En mars 2012, il signe un contrat d'un mois avec Doncaster Rovers FC à la suite de la blessure du latéral gauche Tommy Spurr. Il dispute 4 matchs. À la fin de saison, Doncaster Rovers FC est relégué en League One. Il est sans club lors de la première partie de saison 2012-2013. Il s'entraine alors avec le Stade rennais à partir d'octobre et réalise des essais à l'En avant de Guingamp et au Stade brestois lors du mercato hivernal.

#### Retour au Stade rennais
Le 22 janvier 2013, libre de tout contrat, il s'engage pour six mois au Stade rennais. Souvent blessé, il ne dispute finalement que cinq matchs avec son club formateur durant cette période, et son contrat n'est pas renouvelé. Sans club durant quelques mois, il finit par s'engager le 31 janvier 2014 avec l'USJA Carquefou, club amateur évoluant en National.

#### La Ligue 2 avec Créteil

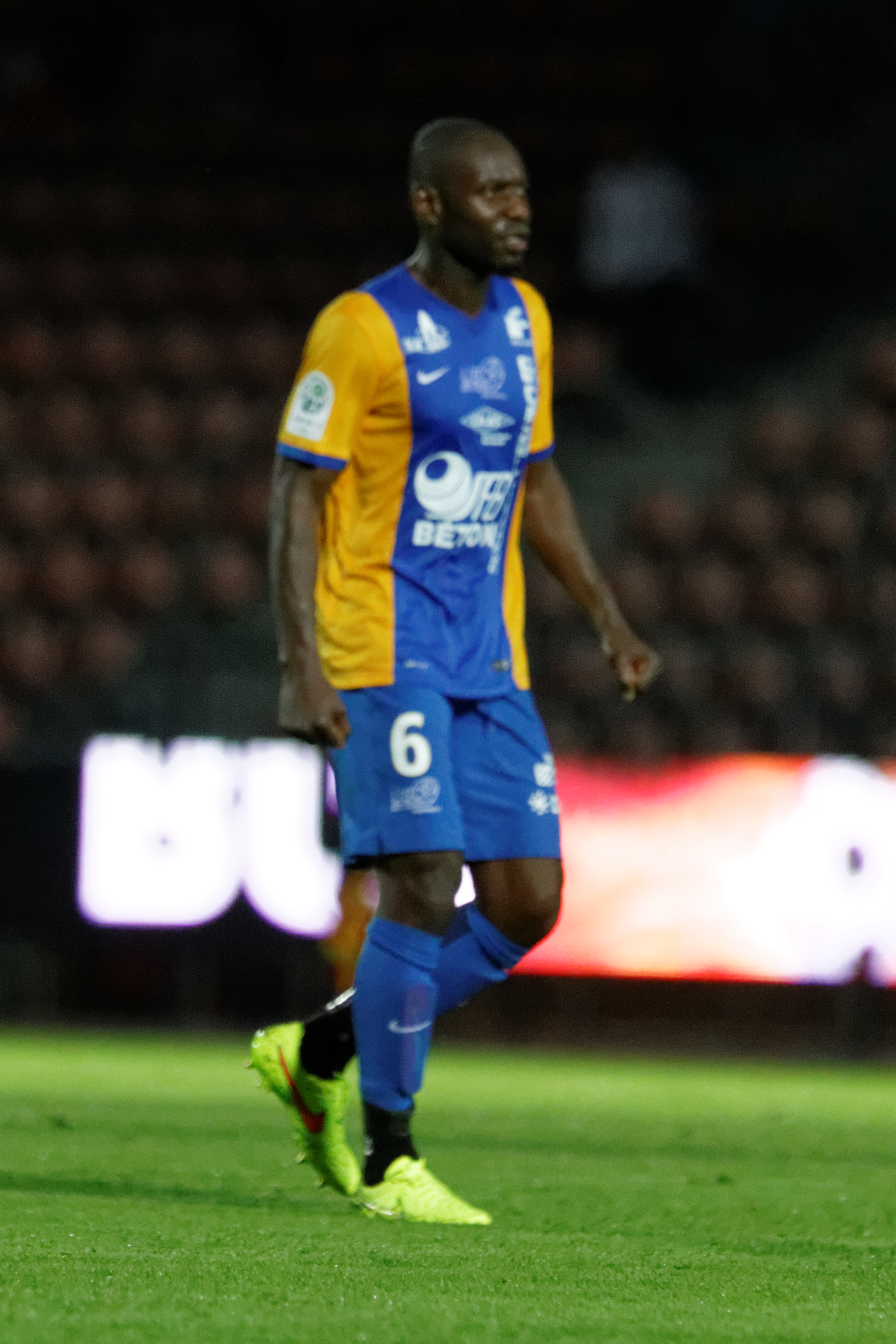
Ligue 2 : Créteil-Châteauroux le 08-08-2014

En juillet 2014, il décide de rejoindre l'US Créteil-Lusitanos, pensionnaire de Ligue 2, pour deux saisons. Il y devient un cadre de la défense du club cristolien, n'ayant manqué que 6 matchs de championnat sur les 20 premières journées.

### En équipe nationale
Né à Kinshasa mais arrivé très tôt en France, Hérita aurait tout aussi bien pu jouer pour la France. Mais dès sa seconde saison en Vert et sa première en Ligue 1, Claude Le Roy alors sélectionneur de la République démocratique du Congo fait appel à lui. Il répond favorablement à cette convocation. Sous les ordres de l'entraîneur français, la République démocratique du Congo va avoir d'excellents résultats avec pour point d'orgue, une qualification à la Coupe d'Afrique des Nations 2006 en Égypte, à laquelle Hérita prendra part en tant que leader. La République démocratique du Congo sera éliminée en quart de finale. Malheureusement ses coéquipiers et lui ne parviendront pas à se qualifier pour la CAN 2008 au Ghana.
Claude Le Roy, remplacé par Patrice Neveu, Hérita devient vice-capitaine des Léopards derrière Shabani Nonda. Il a marqué son premier but en sélection, le 1er juin 2008 dans un match comptant pour les qualifications à la Coupe du monde 2010 contre l'Égypte, au Caire.
Il porte généralement le numéro 15 en sélection et compte 32 sélections (1 but).
La République démocratique du Congo ne se qualifiera ni pour Coupe d'Afrique des Nations en Angola (2010), ni pour la coupe du monde en Afrique du Sud (2010).

### Reconversion
Lors de la rentrée 2017, il s'inscrit à la formation de manager général de club sportif dispensée par le Centre de droit et d'économie du sport de Limoges.

## Statistiques
Le tableau suivant récapitule les statistiques de Hérita Ilunga durant sa carrière professionnelle.
| Saison                | Club                   | Championnat           | Championnat | Championnat | Coupe nationale | Coupe nationale | Coupe de la Ligue | Coupe de la Ligue | Compétition(s) continentale(s) | Compétition(s) continentale(s) | Compétition(s) continentale(s) | RD Congo | RD Congo | Total | Total |
| Saison                | Club                   | Division              | M.          | B.          | M.              | B.              | M.                | B.                | Comp.                          | M.                             | B.                             | M.       | B.       | M.    | B.    |
| 2003-2004             | AS Saint-Étienne       | Ligue 2               | 32          | 0           | 1               | 0               | 5                 | 0                 | -                              | -                              | -                              | 3        | 0        | 41    | 0     |
| 2004-2005             | AS Saint-Étienne       | Ligue 1               | 37          | 1           | 1               | 0               | 2                 | 0                 | -                              | -                              | -                              | 5        | 0        | 45    | 1     |
| 2005-2006             | AS Saint-Étienne       | Ligue 1               | 30          | 1           | 0               | 0               | 0                 | 0                 | CI                             | 4                              | 0                              | 7        | 0        | 41    | 1     |
| 2006-2007             | AS Saint-Étienne       | Ligue 1               | 36          | 0           | 1               | 0               | 3                 | 0                 | -                              | -                              | -                              | 1        | 0        | 41    | 0     |
| 2007-2008             | Toulouse FC            | Ligue 1               | 35          | 0           | 1               | 0               | 1                 | 0                 | C1+C3                          | 6+1                            | 0                              | 3        | 1        | 47    | 1     |
| 2008-2009             | West Ham United (prêt) | Premier League        | 35          | 0           | 4               | 2               | 0                 | 0                 | -                              | -                              | -                              | 2        | 0        | 41    | 2     |
| 2009-2010             | West Ham United        | Premier League        | 16          | 0           | 0               | 0               | 1                 | 1                 | -                              | -                              | -                              | 1        | 0        | 18    | 1     |
| 2010-2011             | West Ham United        | Premier League        | 11          | 0           | 1               | 0               | 0                 | 0                 | -                              | -                              | -                              | 4        | 0        | 16    | 0     |
| 2011-2012             | West Ham United        | Championship          | 4           | 0           | 0               | 0               | 1                 | 0                 | -                              | -                              | -                              | -        | -        | 5     | 0     |
| 2011-2012             | Doncaster Rovers       | Championship          | 19          | 0           | 0               | 0               | 0                 | 0                 | -                              | -                              | -                              | -        | -        | 19    | 0     |
| 2012-2013             | Stade rennais FC       | Ligue 1               | 5           | 0           | 0               | 0               | 0                 | 0                 | -                              | -                              | -                              | -        | -        | 5     | 0     |
| Total sur la carrière | Total sur la carrière  | Total sur la carrière | 260         | 2           | 9               | 2               | 13                | 1                 | -                              | 11                             | 0                              | 26       | 1        | 319   | 6     |

## Palmarès
- Champion de France de Ligue 2 en 2004 avec l'AS Saint-Étienne
- Membre de l'équipe type de Ligue 2 de la saison 2003-2004 (Trophées UNFP)